# Тищик Євген Костянтинович
Євген Костянтинович Тищик (* 8 вересня 1919, Чеснівка (нині Лисянського району, Черкаської області) — 10 березня 1944, Умань, УРСР) — радянський танкіст, Герой Радянського Союзу.

## Біографія
Народився в селянській родині. Українець. Закінчив неповну середню школу. Працював у Києві електромонтером. У 1939 році призваний до лав Червоної Армії і вступив до Київського танково-технічного училища.
У боях німецько-радянської війни з червня 1941 року. Член ВКП(б) з 1943 року. Воював у складі танкових підрозділів на Південно-Західному і 2-му Українському фронтах. Брав участь у Чернігівсько-Прип'ятській, Корсунь-Шевченківській та Умансько-Ботошанській операціях.  
10 березня 1944 року командир роти 50-ї танкової бригади (3-й танковий корпус, 2-а танкова армія, 2-й Український фронт) старший лейтенант Тищик в числі перших увірвався в Умань і більше години до підходу підкріплення вів у місті бій з противником, знищивши чотири танка, чотири зенітних гармати і велику кількість гітлерівців. Загинув у цьому бою, врізавшись своїм танком у німецькі бензовози. Похований на площі в Умані.

## Відзнаки
Указом Президії Верховної Ради СРСР від 13 вересня 1944 року за зразкове виконання бойових завдань командування на фронті боротьби з німецько-фашистським загарбниками і проявлені при цьому мужність і героїзм старшому лейтенанту Євгену Костянтиновичу Тищику посмертно присвоєно звання Героя Радянського Союзу.
Нагороджений також орденами Леніна, Вітчизняної війни 2 ступеня, Червоної Зірки.

## Вшанування пам'яті
Навічно зарахований до списків Київського вищого танкового інженерного училища. На одній з його будівель йому встановлена меморіальна дошка. Ім'я Є. К. Тищика носить загальноосвітня школа села Хижинцях та одна з центральних вулиць Умані.